# Raymond Kimutai Bett
Raymond Kimutai Bett (* 1984) ist ein kenianischer Marathonläufer.
2005 siegte er beim Nürburgring-Lauf. 2008 wurde er Zweiter beim Utrecht-Marathon und Sechster beim Eindhoven-Marathon, im Jahr darauf Vierter in Utrecht mit seiner persönlichen Bestzeit von 2:11:32 h.
2010 stellte er beim Athen-Marathon mit 2:12:40 einen Streckenrekord auf und schlug dabei eine Reihe wesentlich höher eingeschätzte Konkurrenten, die anlässlich des 2500-jährigen Jubiläums der Schlacht von Marathon verpflichtet worden waren.